# Rokstarr
 (février 2020).
Si vous disposez d'ouvrages ou d'articles de référence ou si vous connaissez des sites web de qualité traitant du thème abordé ici, merci de compléter l'article en donnant les références utiles à sa vérifiabilité et en les liant à la section « Notes et références ».
Albums de Taio Cruz
Departure
(2008) The Rokstarr Collection
(2010)
Rokstarr est le deuxième album de Taio Cruz sorti le 12 octobre 2009.
Ses titres Break Your Heart et Dynamite connurent un grand succès en Europe et autre part dans le monde.

## Liste des titres
| 1.    | Dynamite                          | 3:24 |
| 2.    | Break Your Heart (feat. Ludacris) | 3:06 |
| 3.    | Dirty Picture (feat. Kesha)       | 3:40 |
| 4.    | Take Me Back                      | 3:12 |
| 5.    | I'll Never Love Again             | 3:50 |
| 6.    | I Can Be                          | 3:47 |
| 7.    | No Other One                      | 3:37 |
| 8.    | Come On Girl (feat. Luciana)      | 3:33 |
| 9.    | Falling In Love                   | 3:32 |
| 10.   | Higher (feat. Kylie Minogue)      | 3:08 |
| 11.   | Feel Again (Bonus Track)          | 3:39 |
| 12.   | Crank It Up                       | 4:23 |
| 42:51 |                                   |      |